# Iso-Hakojärvi
Iso-Hakojärvi är en sjö i kommunen Kuhmo i landskapet Kajanaland i Finland. Sjön ligger 205,3 meter över havet. Den är 8,6 meter djup. Arean är 2,84 kvadratkilometer och strandlinjen är 15,57 kilometer lång. Sjön  ingår i Uleälvens huvudavrinningsområde.   Den ligger omkring 120 kilometer öster om Kajana och omkring 480 kilometer nordöst om Helsingfors. 